# Sinago
Sinago /= gray squirrel, ili great squirrel; Hewitt, / jedna od glavnih skupina Ottawa Indijanaca, po značaju odmah iza Kishkakona (Kiskakon). Godine 1648. žive na južnoj obali jezera Huron.
Prema Walam Olumu, pleme Delaware bilo je nekoć u ratu s njima, a kasnije se spominju u društvu s Kishkakonima. Hodge kao jedan od naziva za njih navodi i Ouxeinacomigo, koje neki autori navode kao bandu Ojibwa, pa bi njihovo porijeklo moglo biti odžibvansko,.